# Carlos del Cerro Grande
Carlos del Cerro Grande (Alcalá de Henares, Madrid, 13 de marzo de 1976) es un policía nacional, exárbitro de fútbol y árbitro de VAR español de la Primera División de España. Pertenece al Comité de Árbitros de la Comunidad de Madrid.

## Trayectoria
Dirigió el partido de ida de la promoción de ascenso a Primera División de 2011 entre el Real Club Celta de Vigo y el Granada Club de Fútbol (1-0).
Logra el ascenso a Primera División de España junto al colegiado andaluz Pedro Jesús Pérez Montero. Debutó en Primera División de España el 11 de septiembre de 2011 en el partido Real Betis Balompié contra el Real Club Deportivo Mallorca (1-0). En la temporada 2014-2015 logra quedar segundo en la clasificación de final de temporada de árbitros de la primera división de España con una nota final media de 9,53 en relación con informes.
El 22 de mayo de 2016 fue el encargado de dirigir la final de la Copa del Rey entre el Fútbol Club Barcelona y el Sevilla Fútbol Club (2-0).Fue cuarto árbitro en la final de la Copa del Rey del 2018, disputada por el Fútbol Club Barcelona y el Sevilla Fútbol Club (5-0).
Es designado por el Comité Técnico de Árbitros de España para dirigir la final de la Supercopa de España el 12 de agosto de 2018 entre los dos equipo citados anteriormente, el Fútbol Club Barcelona contra el Sevilla Fútbol Club (2-1). Fue el primer partido oficial de fútbol español con la intervención del VAR.

## Internacional
Desde enero de 2013 hasta 2023 es árbitro internacional.
| Categoría                    | País          | Año       | Partidos |
| ---------------------------- | ------------- | --------- | -------- |
| Liga de Campeones de la UEFA | Unión Europea | 2013-2023 | 10       |
| Liga Europa de la UEFA       | Unión Europea | 2013-2023 | 12       |

Su debut en partido internacional fue el 26 de mayo de 2013 en un partido entre la selección sub-19 de Escocia contra Georgia, correspondiente a la Ronda Élite del Campeonato de Europa de la categoría.
Es árbitro UEFA categoría Élite desde enero de 2019.

### Copa Mundial Femenina de Fútbol de 2019
Carlos Del Cerro Grande, junto a José María Sánchez Martínez fueron designados por la FIFA para ser el equipo VAR en la final del Mundial de Francia que enfrentó a las selecciones de Estados Unidos y Holanda. Los dos árbitros del Comité Técnico de Árbitros de la Real Federación Española de Fútbol hicieron historia al ser los elegidos para la primera final de un mundial femenino que contó con la asistencia del VAR. Sobre el césped estuvo la árbitra francesa Stéphanie Frappart.

### Eurocopa 2020
Fue elegido junto con Antonio Mateu Lahoz como árbitros representantes de España para la Eurocopa 2020. Fue cuarto árbitro en la final del torneo que enfrentó a Italia e Inglaterra.
| Eurocopa 2020       | Eurocopa 2020             | Eurocopa 2020 | Eurocopa 2020  |
| Fecha               | Partido                   | Resultado     | Ronda          |
| ------------------- | ------------------------- | ------------- | -------------- |
| 15 de junio de 2021 | Francia – Alemania        | 1-0           | Fase de grupos |
| 18 de junio de 2021 | Croacia – República Checa | 1-1           | Fase de grupos |

## Temporadas
| Categoría            | País   | Año       | Partidos |
| -------------------- | ------ | --------- | -------- |
| Segunda División "B" | España | 2000-2006 | 80       |
| Segunda División     | España | 2006-2011 | 120      |
| Primera División     | España | 2011-2023 | 156      |

## Premios
- Silbato de oro de Segunda División (1): 2010
- Trofeo Vicente Acebedo (1): 2016
- Trofeo Guruceta Primera División (2): 2018 y 2019